# 幂零矩阵
幂零矩阵（英語：nilpotent matrix）是一个n×n的方块矩阵M，满足以下等式：
{\displaystyle M^{q}=0\,}
对于某个正整数q。类似地幂零变换是一个线性变换L，满足{\displaystyle L^{q}=0}对于某个整数q。
幂零矩阵是幂零元──一个更加一般的概念的特殊情况，不仅可以应用于矩阵和线性变换，也可以应用于环的元素。

## 例子
考虑以下的矩阵：
{\displaystyle N={\begin{bmatrix}0&1&0&0\\0&0&1&0\\0&0&0&1\\0&0&0&0\end{bmatrix}}}
这是一个4×4的幂零矩阵的例子（实际上，这种形式的矩阵称为转移矩阵）。注意非零的超对角线。这个矩阵的特征为：
{\displaystyle N^{2}={\begin{bmatrix}0&0&1&0\\0&0&0&1\\0&0&0&0\\0&0&0&0\end{bmatrix}};\ N^{3}={\begin{bmatrix}0&0&0&1\\0&0&0&0\\0&0&0&0\\0&0&0&0\end{bmatrix}};\ N^{4}={\begin{bmatrix}0&0&0&0\\0&0&0&0\\0&0&0&0\\0&0&0&0\end{bmatrix}}}
超对角线不断向右上角“移动”，直到完全消失，得到零矩阵。
对应的幂零变换L : R4 → R4由下式定义：
{\displaystyle L(x_{1},x_{2},x_{3},x_{4})=(x_{2},x_{3},x_{4},0)\ }
有一个分类定理证明这是典型的：幂零矩阵与分块矩阵是相似的，其对角线上的区块推广了这种类型，而其它区块为零。

## 性质
设M为n×n的幂零矩阵。
- 满足Mq = 0的最小整数q小于或等于n。
- 在代数封闭域上，矩阵M是幂零的，当且仅当它的所有特征值为零。因此，M的行列式和迹都为零，所以幂零矩阵必為奇異方陣。
- 假设A和B是两个矩阵。如果A是可逆矩阵，则{\displaystyle A^{-1}B}是幂零矩阵，当且仅当{\displaystyle \det(A+tB)}与t无关。这是因为：

{\displaystyle \det(A+tB)=\det A\cdot \det(I+tA^{-1}B)=\det A\cdot \prod _{k}(1+\lambda _{k}t)}
其中{\displaystyle \lambda _{1},\ldots ,\lambda _{n}}是{\displaystyle A^{-1}B}的特征值。
- M的特征多项式为λn。
- 每一个严格的上三角矩阵或下三角矩阵都是幂零矩阵。
- 每一个奇异方阵都可以写成若干个幂零矩阵的乘积。[1]

## 分类定理
以上的例子是典型的，这是因为以下的结果。每一个幂零矩阵都与以下的分块矩阵相似： 
{\displaystyle {\begin{bmatrix}N_{1}&0&0&\ldots &0\\0&N_{2}&0&\ldots &0\\0&0&N_{3}&\ldots &0\\\vdots &\vdots &\vdots &\ddots &\vdots \\0&0&0&\ldots &N_{k}\end{bmatrix}}}
其中区块{\displaystyle N_{i}}在超对角线上为一，在其它地方为零：
{\displaystyle N_{i}={\begin{bmatrix}0&1&0&\ldots &0&0\\0&0&1&\ldots &0&0\\\vdots &\vdots &\vdots &\ddots &\vdots &\vdots \\0&0&0&\ldots &1&0\\0&0&0&\ldots &0&1\\0&0&0&\ldots &0&0\end{bmatrix}}}
这可以从若尔当标准形，以及每一个与幂零矩阵相似的矩阵也是幂零的事实推出。